# V435 Андромеды
V435 Андромеды (лат. V435 Andromedae) — одиночная переменная звезда в созвездии Андромеды на расстоянии (вычисленном из значения параллакса) приблизительно 6986 световых лет (около 2142 парсеков) от Солнца. Видимая звёздная величина звезды — от +11,6m до +10,9m.

## Характеристики
V435 Андромеды — красная пульсирующая медленная неправильная переменная звезда (LB) спектрального класса M1. Эффективная температура — около 3295 K.